# 幸福の科学学園関西中学校・高等学校
幸福の科学学園関西中学校・高等学校（こうふくのかがくがくえんかんさいちゅうがっこう・こうとうがっこう、英名：Happy Science Academy Kansai, Junior and Senior High School）は、滋賀県大津市にある学校法人幸福の科学学園が運営する男女共学の中学校・高等学校（中高一貫校）である。

## 沿革
- 2010年10月23日 -  「学校法人 幸福の科学学園、大津で大規模土地取得」と京都新聞、毎日新聞滋賀版にて報じられる。
- 2011年
  - 1月16日 - 自治会向け学園説明会。
  - 4月15日 - 学校設置認可申請。
  - 11月1日 - 工事正式着工。
- 2013年2月6日 - 滋賀県私立学校審議会が「幸福の科学学園関西中学校・高等学校」の設置認可を適当と認める答申。
- 2013年2月12日 - 上記の答申を受けて、滋賀県知事が学校設置を認可。
- 2013年4月1日 - 幸福の科学学園関西中学校・高等学校開校。

## アクセス
- 西日本旅客鉄道（JR西日本）湖西線おごと温泉駅から徒歩15分
- 湖西道路仰木雄琴ICから約5分

## 反対運動
- 2010年12月12日 - 反対集会の中で反対グループ「北大津まちづくりネットワーク」が設立。
- 2011年 4月 8日 - 反対グループ「仰木の里まちづくり連合協議会」が周辺11自治会によって設立。

建設の許認可を行わないことを求めた署名活動に対し3万人を超える署名が集まった。
滋賀県大津市議会は、この署名活動の流れを受けて提出された請願「幸福の科学学園建設計画に対する住民不安の解消に向けた取り組みと、住民との合意形成の環境を整える取り組みを大津市に求めることについて」を可決している。
地盤安全性に対する疑義を理由に、建築物の除去・使用停止等の義務付けを求める訴訟が大津市に対して提起されたが、1審、2審判決とも地盤の危険性は認定されたが、建築物の除去・使用停止等の義務付けは認められず、2018年12月に最高裁に上告して係争中である。